# Виталий Молски
Виталий Константинович Молски (на руски: Виталий Константинович Мольский) е руски офицер, генерал-лейтенант. Участник в Руско-турската война (1877 – 1878).

## Биография
Виталий Молски е роден на 2 май 1829 г. в Подолска губерния в семейството на потомствен дворянин. Ориентира се към военното поприще. Постъпва на служба като унтерофицер във 2-ри Финландски линеен батальон (1841). Произведен е в звание подпрапоршчик с назначение в Охотския егерски полк (1851).
Участва в Кримската война от 1853 – 1856 г. Проявява се при обсадата на Силистра, отбраната на Севастопол и боевете на Инкерманските височини и Малахов курган. Повишен е във военно звание поручик (1855). Награден е с орден „Свети Георги“ IV степен (1859).
Командир на Вологския батальон, Ярославския батальон, 77-и резервен батальон и 69-и Рязански пехотен полк (1858 – 1876).
Участва в Руско-турската война (1877 – 1878). При нейната подготовка е назначен за командир на 54-ти Мински пехотен полк (1876). За отличие при форсирането на река Дунав е награден със златно оръжие „За храброст“ и повишен във военно звание генерал-майор от 13 август 1877 г. Проявява се при отбраната на заградителната позиция при село Къкрина и септемврийските боеве на връх Шипка, където, въпреки че е ранен и контузен, остава в строя. Награден е с орден „Свети Георги“ III степен (1879).
След войната е назначен за командир на 1-ва бригада от 2-ра гренадирска дивизия, 2-ра бригада на 25-а пехотна дивизия и комендант на Бобруйската крепост (1882, 1886, 1887). Повишен е във военно звание генерал-лейтенант от 30 август 1881 г.
Умира на 12 август 1892 г. в Кисловодск.